# غوردون جورج أفيري
غوردون جورج أفيري (بالإنجليزية: George Avery)‏ هو منافس ألعاب قوى أسترالي، ولد في 11 فبراير 1925 في موري في أستراليا، وتوفي في 22 سبتمبر 2006 في نيوساوث ويلز في أستراليا.

## وصلات خارجية
- غوردون جورج أفيري على موقع النتائج التاريخية لألعاب القوى الأسترالية (الإنجليزية)
- غوردون جورج أفيري على موقع أوليمبيديا (الإنجليزية)
- غوردون جورج أفيري على موقع اللجنة الأولمبية الأسترالية (الإنجليزية)